# إنكورفينيب
إنكورافينيب (Encorafenib)، الذي يباع تحت الإسم التجاري برافتوڤي (Braftovi )، هو دواء يستخدم لعلاج الورم الميلانيني و سرطان القولون و المستقيم.  على وجه التحديد لعلاج الحالات التي تكون فيها الطفرة BRAF V600E أو V600K إيجابية و التي يتعذر إزالتها بالجراحة.  و يعطى عن طريق الفم. 
تشمل الآثار الجانبية الشائعة لهذا العقار على: التعب و الغثيان و الإسهال و آلام البطن و الطفح الجلدي و آلام المفاصل.  إضافة إلى ذلك، فقد تشمل الآثار الجانبية الأخرى على: النزيف، و التهاب العنبية، و إطالة فترة QT، و ظهور أنواع أخرى من السرطانات.  بالنسبة لأولئك الذين يعانون من مشاكل بسيطة في الكبد، يجب استخدام جرعة أقل.  أما استخدامه أثناء الحمل فقد يؤدي إلى الإضرار بالجنين.  إنه مثبط للكيناز يمنع بروتين BRAF.  
تمت الموافقة على إنكورفينيب للاستعمال طبيًا في كل من الولايات المتحدة و أوروبا في عام 2018.   في المملكة المتحدة، يكلف العلاج لمدة 4 أسابيع هيئة الخدمات الصحية الوطنية حوالي 5600 جنيه إسترليني اعتبارًا من عام 2021.  في الولايات المتحدة، يكلف هذا المقدار حوالي 12400 دولار أمريكي. 